# Alphons Anthoni
Heinrich Alphons Anthoni (* 3. Dezember 1808 in Paris; † nach April 1873) war ein preußischer Tuchfabrikant und von 1870 bis 1873 auftragsweise Landrat des Kreises Monschau.

## Leben
Der Protestant Alphons Anthoni war ein Sohn des Kaufmanns Ludwig Wilhelm Anthoni (1779–1819) und dessen Ehefrau Anna Friederika (Friederike), geborene Offermann (1783–1858). Als 1. Kreisdeputierter versah er vom 3. Dezember 1870 bis April 1873 auftragsweise die Leitung des Landratsamtes des Kreises Monschau.

## Familie
Alphons Anthoni heiratete am 15. Dezember 1843 Luisa (Luise) Wilhelmina, geborene Schmitz (Taufe am 14. März 1819 in Düsseldorf), Tochter von Johann Ludwig Schmitz und dessen Ehefrau Anna Gertrud, geborene Baurmann. Das Ehepaar hatte 6 gemeinsame Kinder.